# دومينغوس أندرادي
دومينغوس باولو أندرادي (من مواليد 7 مايو 2003) هو لاعب كرة قدم أنغولي محترف يلعب كلاعب خط وسط دفاعي لفريق Sporting CP B والمنتخب الأنغولي.